# 羅斯縣 (俄亥俄州)
羅斯縣（英語：Ross County）是美國俄亥俄州南部的一個縣。面積1,795平方公里。根據美國2000年人口普查，共有人口73,345人。縣治契利科提 (Chillicothe)。
成立於1796年8月20日。縣名紀念代表賓夕法尼亞州的聯邦參議員詹姆斯·羅斯 (James Ross)。